# Nothoscordum scabridulum
Nothoscordum scabridulum är en amaryllisväxtart som beskrevs av Gustave Beauverd. Nothoscordum scabridulum ingår i släktet vaniljlökar, och familjen amaryllisväxter. Inga underarter finns listade i Catalogue of Life.